# بورسکوتو
بورسکوتو (به بلغاری: Borskoto) یک منطقهٔ مسکونی در بلغارستان است که در شهرستان گابروو واقع شده‌است.